# Prawa rzeczowe ograniczone
Prawa rzeczowe ograniczone – w polskim prawie cywilnym jeden z dwóch rodzajów praw rzeczowych, obok własności. Trzecim rodzajem jest użytkowanie wieczyste, obecnie istotnie ograniczone. Zwane są także prawami na rzeczy cudzej (łac. iura in re aliena), co jednak nie jest ścisłym określeniem. Kodeks cywilny nie zawiera definicji praw rzeczowych ograniczonych, a tylko ich wyliczenie. Nauka prawa cywilnego definiuje prawa rzeczowe ograniczone jako prawa rzeczowe zapewniające uprawnionemu tylko ściśle określony zakres uprawnień względem rzeczy. To właśnie jest zasadnicza różnica między prawami rzeczowymi ograniczonymi a pozostałymi prawami rzeczowymi.

## Charakterystyka
Jako charakterystyczne cechy praw rzeczowych ograniczonych wyróżnia się następujące:
- są skuteczne wobec wszystkich (erga omnes), co wynika z tego, że są to prawa rzeczowe,
- mają za przedmiot tylko rzeczy (wyjątkowo – prawa) i polegają na korzystaniu z rzeczy (z wyjątkiem zastawu i hipoteki);  zwierzęta mogą być także przedmiotem ograniczonych praw rzeczowych, których wykonywanie następuje z uwzględnieniem przepisów o ich ochronie[1].
- obowiązki właścicieli rzeczy, będące odpowiednikami (korelatami) uprawnień służących beneficjentom praw rzeczowych ograniczonych, mają naturę bierną i polegają tylko na znoszeniu (pati) i powstrzymaniu się od działań (non facere) naruszających prawa beneficjenta (z wyjątkiem ciężaru realnego, spółdzielczego własnościowego prawa do lokalu i niektórych wyjątkowo ukształtowanych służebności).

## Katalog
W polskim prawie cywilnym katalog ograniczonych praw rzeczowych jest zamknięty, tzn. strony nie mogą skutecznie ustanowić ograniczonego prawa rzeczowego nieznanego ustawie – tzw. zasada numerus clausus (katalog zamknięty) ograniczonych praw rzeczowych. Również układ uprawnień i obowiązków stron takiego stosunku prawnego jest sztywny – strony nie mają dowolności w kształtowaniu wzajemnych uprawnień i obowiązków.
Katalog praw rzeczowych ograniczonych zmieniał się z biegiem czasu, przy czym zmiany te dotyczyły tylko rozmaitych wersji spółdzielczego prawa do lokalu. Obecnie prawami rzeczowymi ograniczonymi są:
- użytkowanie,
- służebność, w tym:
  - służebność gruntowa,
  - służebność osobista,
  - służebność przesyłu,
- zastaw, w tym:
  - zastaw zwykły,
  - zastaw rejestrowy,
  - zastaw finansowy,
  - zastaw skarbowy,
- hipoteka, w tym hipoteka morska,
- spółdzielcze własnościowe prawo do lokalu.

Prawa cywilne innych państw znają również inne rodzaje praw rzeczowych ograniczonych, w szczególności ciężar realny. Prawo to znane było również polskiemu prawu rzeczowemu w okresie prawa zunifikowanego.

## Powstanie, przeniesienie i zniesienie
Prawa rzeczowe ograniczone powstają przede wszystkim w drodze umów, ale również, w przypadkach określonych w odpowiednich przepisach, na mocy orzeczeń sądów i rozstrzygnięć organów administracji. Prawo rzeczowe ograniczone (z wyjątkiem służebności gruntowej, służebności przesyłu) nie może natomiast zostać nabyte przez zasiedzenie. Do ustanowienia prawa rzeczowego ograniczonego stosuje się odpowiednio przepisy dotyczące przeniesienia własności. Prawo rzeczowe ograniczone można ustanowić z zastrzeżeniem warunku lub terminu, a forma aktu notarialnego lub oświadczenia złożonego przed sądem przy ustanawianiu prawa rzeczowego ograniczonego na nieruchomości jest wymagana tylko dla oświadczenia właściciela. 
Prawa rzeczowe ograniczone przenosi się na mocy umowy stron. Do zmiany treści ograniczonego prawa rzeczowego jest potrzebna umowa między uprawnionym a właścicielem. Nie ma ogólnych reguł dotyczących przeniesienia prawa rzeczowego ograniczonego. Użytkowanie i służebność osobista są niezbywalne w ogóle, służebność gruntowa może zostać przeniesiona tylko wraz z własnością nieruchomości. 
Prawo rzeczowe ograniczone może zostać zniesione umową stron. Wygasa na skutek zrzeczenia się przez uprawnionego, nabycia przez tę samą osobę własności obciążonej rzeczy i prawa rzeczowego ograniczonego (tzw. konfuzji), upływu czasu, na który prawo zostało ustanowione oraz w kilku innych przypadkach, zdecydowanie rzadziej spotykanych.

## Ujawnianie i pierwszeństwo
Prawa rzeczowe ograniczone na nieruchomości lub na statku morskim wpisanym do rejestru okrętowego mogą zostać ujawnione, odpowiednio w księdze wieczystej lub w rejestrze okrętowym, przy czym  w przypadku hipoteki wpis jest – co do zasady – konstytutywny, czyli konieczny do jej powstania. Z kolei prawa rzeczowe ograniczone na rzeczach ruchomych z wyjątkiem statku morskiego wpisanego do rejestru okrętowego, a także zwierzętach lub prawach, mogą być w niektórych sytuacjach (zastaw rejestrowy, zastaw skarbowy) ujawnione, odpowiednio w rejestrze zastawów lub rejestrze zastawów skarbowych. Do przeniesienia lub zmiany treści ujawnionych w powyższy sposób praw niezbędny jest oprócz umowy wpis do odpowiedniego rejestru. 
Ograniczone prawa rzeczowe, których jednoczesnego wykonywania nie da się pogodzić, wykonuje się w określonej przepisami kolejności:
- prawo ujawnione w odpowiednim rejestrze (księdze wieczystej, rejestrze okrętowym, rejestrze zastawów, rejestrze zastawów skarbowych) ma pierwszeństwo przed prawem nieujawnionym (pierwszeństwo rejestrowe),
- prawo ujawnione wcześniej w odpowiednim rejestrze hipotecznym (księdze wieczystej, rejestrze okrętowym) ma pierwszeństwo przed prawem ujawnionym później (pierwszeństwo hipoteczne),
- w pozostałych przypadkach prawo powstałe wcześniej ma pierwszeństwo przed prawem powstałym później (pierwszeństwo zwykłe, zasada prior tempore, potior iure),

Pierwszeństwo praw rzeczowych ograniczonych może zostać zmienione umową między uprawnionymi.